# إزرائيل سميث
إزرائيل سميث (بالإنجليزية: Israel Smith )‏ (و. 1759 – 1810 م) هو سياسي، وقاضي، ومحامي، من الولايات المتحدة الأمريكية، كان عضوًا في الحزب الجمهوري الديمقراطي، توفي عن عمر يناهز 51 عاماً.

## مناصب
تولى منصب حاكم فيرمونت (9 أكتوبر 1807–14 أكتوبر 1808)، وعضو مجلس النواب فيرمونت، وعضو مجلس النواب الأمريكي، وعضو مجلس الشيوخ الأمريكي.

## التعليم
تعلم في جامعة ييل.